# Ughedzor
Ughedzor – wieś w Armenii, w prowincji Wajoc Dzor. W 2011 roku liczyła 21 mieszkańców.